# Палетак, Влахо
Влахо Палетак (хорв. Vlaho Paljetak, 7 августа 1893, Дубровник, Австро-Венгрия — 2 октября 1944, Загреб) — хорватский композитор, певец и поэт.

## Биография
Родом из Рагузы. Окончил учительскую семинарию, учительствовал в Хваре и Висе, кроме того учился пению и игре на скрипке, был гитаристом-самоучкой.
Некоторое время был членом небольшого оркестра в Сплите, под руководством Якова Готоваца и Иво Тихардовича.
Затем отправился в Загреб, с целью стать оперным тенором. С 1919 года работал был оперным певцом в Национальном театре Загреба. Стал выступать самостоятельно, пел свои песни и шансон под гитару, часто созданные на собственные тексты.
В начале 1940-х годов тяжело заболел и умер после неудачной операции 2 октября 1944 года в Загребе. Его последнее выступление состоялось 28 сентября 1944 года на радиошоу в Загребе.
Похоронен на кладбище Мирогой.

## Творчество
В. Палетаку принадлежит около 60 песен, самых популярных из них: «Ajme meni», «Na Jadranu plavom», «Od one divne noći», «Pod starim čempresom», «Adio Mare», «Popevke sem slagal», «Fala», a «Marijana» получила всемирную популярность, особенно в Японии, где она была переведена как «O Mariyana kawaii Mariyana». Многие из них, по-прежнему, исполняются и сегодня в Хорватии.

## Память
- В 1993 г. почта Хорватии выпустила почтовую марку, посвящённую Влахо Палетаку.